# Maloja (district)
Het district Maloja (Retoromaans: District da Malögia; Italiaans: Distretto di Maloggia; Duits: Bezirk Maloja) is een bestuurlijke eenheid binnen het Zwitserse kanton Graubünden. Het district heeft een oppervlakte van 973,28 km² en heeft 17.810 inwoners (eind 2004).
Tot het district behoren de volgende cirkels en gemeenten:
| Bondo       | 207 | 28,21 |
| Castasegna  | 194 | 6,76  |
| Soglio      | 181 | 67,64 |
| Stampa      | 575 | 94,74 |
| Vicosoprano | 463 | 54,01 |

| Bever                | 646  | 45,65  |
| Celerina/Schlarigna  | 1306 | 24,03  |
| La Punt Chamues-ch   | 682  | 63,22  |
| Madulain             | 186  | 16,35  |
| Pontresina           | 1877 | 118,24 |
| Sankt Moritz         | 5084 | 28,69  |
| Samedan              | 2828 | 113,97 |
| S-chanf              | 675  | 137,90 |
| Sils im Engadin/Segl | 716  | 63,54  |
| Silvaplana           | 966  | 44,71  |
| Zuoz                 | 1224 | 65,62  |

Albula · Bernina · Hinterrhein · Imboden · Inn · Landquart · Maloja · Moësa · Plessur · Prättigau/Davos · Surselva